# Говард (Південна Дакота)
Говард (англ. Howard) — місто (англ. city) в США, в окрузі Майнер штату Південна Дакота. Населення — 848 осіб (2020).

## Географія
Говард розташований за координатами 44°0′42″ пн. ш. 97°31′29″ зх. д. / 44.01167° пн. ш. 97.52472° зх. д. (44.011743, -97.524631).  За даними Бюро перепису населення США в 2010 році місто мало площу 2,47 км², уся площа — суходіл.

## Демографія
Згідно з переписом 2010 року, у місті мешкало 858 осіб у 414 домогосподарствах у складі 195 родин. Густота населення становила 348 осіб/км².  Було 509 помешкань (206/км²).
Расовий склад населення:
| - 97,8 % — білих - 0,1 % — корінних американців - 0,1 % — азіатів |

До двох чи більше рас належало 1,4 %. Частка іспаномовних становила 1,3 % від усіх жителів.
За віковим діапазоном населення розподілялося таким чином: 21,2 % — особи молодші 18 років, 48,7 % — особи у віці 18—64 років, 30,1 % — особи у віці 65 років та старші. Медіана віку мешканця становила 50,5 року. На 100 осіб жіночої статі у місті припадало 88,2 чоловіків;  на 100 жінок у віці від 18 років та старших — 80,3 чоловіків також старших 18 років.
Середній дохід на одне домашнє господарство  становив 52 693 долари США (медіана — 44 375), а середній дохід на одну сім'ю — 62 927 доларів (медіана — 50 809). Медіана доходів становила 43 095 доларів для чоловіків та 29 559 доларів для жінок. За межею бідності перебувало 7,7 % осіб, у тому числі 11,7 % дітей у віці до 18 років та 6,6 % осіб у віці 65 років та старших.
Цивільне працевлаштоване населення становило 506 осіб. Основні галузі зайнятості: освіта, охорона здоров'я та соціальна допомога — 24,7 %, науковці, спеціалісти, менеджери — 16,0 %, виробництво — 10,5 %, роздрібна торгівля — 9,9 %.